# Nhữ Nam
Nhữ Nam (chữ Hán giản thể: 汝南县, Hán Việt: Nhữ Nam huyện) là một huyện của địa cấp thị Trú Mã Điếm, tỉnh Hà Nam, Cộng hòa Nhân dân Trung Hoa. Huyện này có diện tích 1306 km2, dân số năm 2002 là 770.000 người, huyện lỵ tại trấn Nhữ Ninh. Huyện này được chia ra thành các đơn vị hành chính gồm 7 trấn, 10 hương. 
- Trấn: Nhữ Ninh, Hoà Hiếu, Mã Hương, Lưu Bồn, Vương Cương, Kim Phô và Lão Quân Miếu.
- Hương: Tam Môn 闸, Tam Kiều, Tam Lý Điếm, Nam Dư Điếm, Đường Hưng, Quan Trang, Hàn Trang, La Điếm, Trương Lâu và Bản Điếm.

==Tham khảo==